# Гобой
Гобо́й (от фр. hautbois, буквально «высокое дерево», итал. oboe, нем. Oboe) — язычковый деревянный духовой музыкальный инструмент сопранового регистра, представляющий собой трубку конической формы с системой клапанов и двойной тростью (язычком). Современный вид гобой приобрёл в первой половине XVIII века. Инструмент обладает певучим, однако несколько гнусавым, а в верхнем регистре — резким тембром.
Инструменты, считающиеся прямыми предшественниками современного гобоя, известны с античности и сохранились в первозданном виде в разных культурах. Народные инструменты, такие как бомбарда, волынка, жалейка, балабан, мей, дудук, гайта, хитирики, зурна вместе с инструментами Нового времени,  в числе которых мюзетт (мюзет де Пуату, гобой де Пуату),  собственно гобой, гобой д’амур, английский рожок, баритоновый гобой, барочный гобой) составляют обширное семейство этого инструмента.
Гобой используется в качестве сольного инструмента в камерной музыке и симфоническом оркестре.
Основу репертуара для гобоя составляют произведения эпох барокко (сочинения И. С. Баха и его современников) и классицизма (Моцарта). Реже исполняются сочинения композиторов-романтиков (Шумана) и современных композиторов.

## История гобоя

### Древний мир и Античность

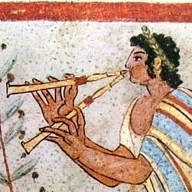
Музыкант, играющий на тибии. Этрусская фреска — сцена пира (фрагмент) в гробнице Леопардов в Тарквиниях. V век до н. э. Национальный музей этрусского искусства, Рим

Язычковые инструменты существовали с древнейших времён. В Древнем Египте они были известны ещё в III тыс. до н. э. под названием «мемет», а в Древней Греции был широко распространён авлос; аналогичный инструмент под названием тибия использовался у этрусков и в Древнем Риме. Что касается конструкции язычков авлосов, вопрос о том, были ли они по преимуществу одинарными или по преимуществу двойными, составляет предмет научной полемики. В Античном мире были распространены разновидности авлосов, состоявшие из двух трубок, на которых играли одновременно, причём на одной из трубок (обычно большей по размеру) издавали выдержанный тон (бурдон), а другую использовали как мелодическую.

### Родственные гобою инструменты в народной музыке[6]
Близкими по происхождению к гобою инструментами можно считать зурну (распространена в Закавказье, Средней Азии, Турции, Македонии), дудук, венгерские народные инструменты тороксип и тарогато, среднеазиатский сурнай, индийский шенай, японскую хитирики и многие другие.

### Эволюция гобоя в Европе
С начала XII века гобои всё чаще изображаются на гобеленах, картинах, в иллюминированных книгах, и это даёт возможность в какой-то мере проследить историю изменений этого инструмента.
Шалмей (гобой эпохи Ренессанса) изготавливался из одного куска дерева и имел достаточно большую длину. От этого инструмента произошли круммхорны, итальянские чиарамеллы и пиффери, испанские дульсаины и грайли, французские бомбарды и «гобои Пуату», а также многие другие инструменты. Шалмеи существовали в нескольких разновидностях (от высокой до басовой) и часто объединялись в ансамбли (в то время называвшиеся «консортами»).

#### Появление гобоя эпохи барокко

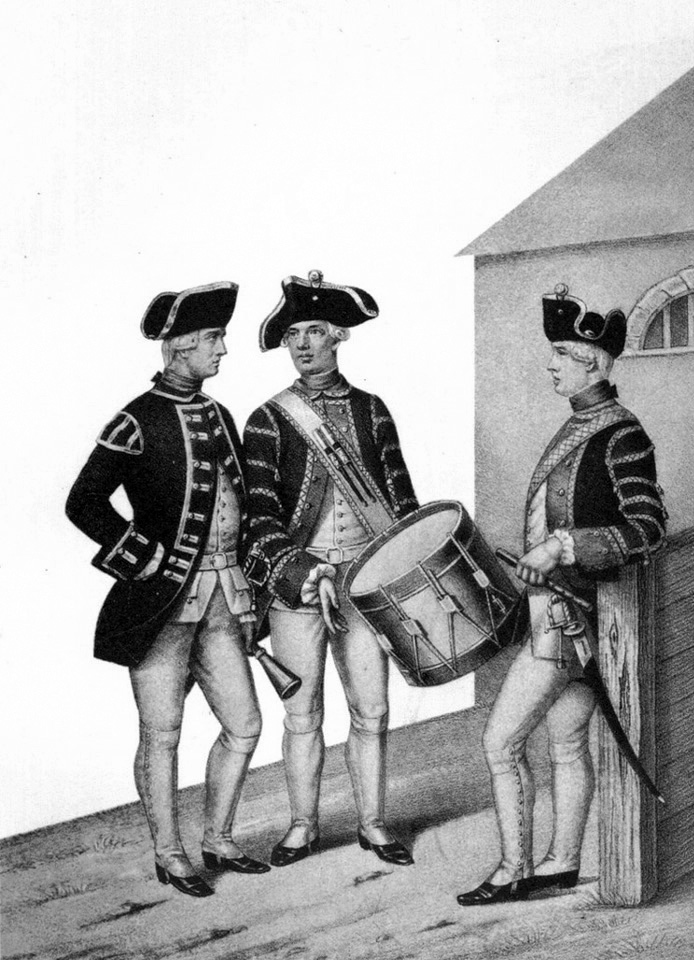
Гобоист, барабанщик и флейтист мушкетёрского полка, Русской армии, 1756—1760 годы

Во Франции шалмеи и круммхорны звучали повсюду: от королевского двора до деревенского праздника; «гобои Пуату» появлялись на музыкальных вечерах у Людовика XIV, мюзетты (гобои высокого регистра) сопровождали крестьянские танцы.
С середины XVII века крупнейшие французские музыкальные мастера и музыканты при королевском дворе — Оттетер и Филидор — взялись за совершенствование инструмента. Первым нововведением было разделение гобоя на три части для удобства хранения и переноса. В дальнейшем было улучшено интонирование, проведён более точный расчёт местоположения звуковых отверстий и добавлены несколько клапанов. Трость также была усовершенствована: теперь музыкант мог управлять её колебаниями непосредственно губами, что улучшало чистоту и красоту звука. Впоследствии такие же реформы привели к созданию современных кларнета и фагота. Оттетер и Филидор считаются создателями инструмента, который сейчас называют «баро́чным гобоем».
В 1664 году Жан Батист Люлли, придворный дирижёр и композитор, сочинил марш для новых инструментов и включил их в придворный оркестр. Постепенно они вытеснили из оркестра менее технически совершенные круммхорны; перестали употребляться и другие старинные инструменты (блокфлейты, теорбы, виолы, спинеты и др.). Гобои также вошли в состав военных духовых оркестров и таким образом достаточно быстро (вместе с фаготами) распространились по всей Европе. Новый инструмент находил применение в оперном оркестре, придворных балетных постановках, ораториях, кантатах и широко стал использоваться в качестве солирующего и ансамблевого инструмента.
Практически все ведущие композиторы эпохи барокко создавали произведения для гобоя и его разновидностей: гобоя д’амур, охотничьего гобоя (oboe da caccia), английского рожка, баритонового гобоя (этот инструмент употреблялся достаточно редко; что интересно — уже в 1680 году он имел форму, напоминающую саксофон). Таким образом, XVIII век можно с полным правом назвать «золотым веком» гобоя.

#### Гобой классического периода
Классический гобой (середина XVIII — начало XIX века) практически не отличался от своего предшественника. Для упрощения аппликатуры (например, для исполнения трелей), расширения диапазона (до середины третьей октавы) было увеличено количество клапанов, но в целом форма инструмента не изменилась. Нередко дополнительные клапаны добавлялись к гобою спустя достаточно длительное время после его изготовления.

#### Современный гобой
Во второй четверти XIX века конструкция деревянных духовых инструментов пережила настоящую революцию: Теобальд Бём изобрёл и применил на своём инструменте — флейте — систему особых кольцевых клапанов для закрытия нескольких отверстий сразу, которая в дальнейшем была приспособлена для кларнета и других инструментов. Величина и расположение отверстий более не зависели от длины пальцев музыканта. Это позволило улучшить интонирование, сделать более ясным и чистым тембр, расширить диапазон инструментов.
Для гобоя эта система в исходном виде не подходила. Через некоторое время Гийом Трибер и его сыновья Шарль-Луи (профессор Парижской консерватории) и Фредерик предложили адаптированный для гобоя улучшенный механизм, заодно слегка изменив конструкцию самого инструмента. Их последователи — Франсуа Лоре и его сын Люсьен — создали новую модель гобоя, получившую название «Консерваторская модель с плоскими клапанами», и она была быстро взята на вооружение всеми гобоистами.

## Строение гобоя

### Материал для корпуса
Первые гобои изготавливались из тростника или бамбука — для создания корпуса использовалась природная полость внутри трубки. Несмотря на то, что некоторые народные инструменты до сих пор делаются таким образом, довольно быстро стала очевидной необходимость поиска более прочного и устойчивого к переменам условий (температуры, влажности) материала. В поисках подходящего варианта музыкальные мастера пробовали разные образцы древесины, как правило, твёрдой, с правильным расположением волокон: самшит, бук, дикая вишня, палисандр, груша. Некоторые гобои эпохи барокко были сделаны из слоновой кости.
В XIX веке с добавлением новых клапанов потребовался материал ещё более прочный. Подходящим вариантом оказалось африканское чёрное дерево (гренадил). Его древесина остаётся основным материалом для производства гобоев до сих пор, хотя иногда применяется древесина и других экзотических древесных пород, таких как кокоболо и «фиолетовое дерево». Проводились эксперименты по созданию гобоев из металла и плексигласа. Одно из последних технологических нововведений применяется фирмой «Buffet Crampon»: инструменты по технологии Green Line из материала, состоящего на 95 % из порошка африканского чёрного (гренадилового) дерева и на 5 % — из углепластика. Обладая теми же акустическими свойствами, что и инструменты из гренадила, гобои Green Line намного менее чувствительны к изменениям температуры и влажности, что снижает риск повреждения инструмента, кроме того, они легче и дешевле.

### «Консерваторская модель»
Ширина канала составляет 4 мм у места вхождения трости в корпус, 16 мм у конца нижнего колена (на длине 480 мм), затем расширяется до 38 мм у раструба (длина участка 110 мм).
На корпусе насчитывается 23 отверстия, закрываемых клапанами. Основной материал для клапанов — мельхиор. Каждый клапан подгоняют под форму инструмента, шлифуют, полируют и покрывают тонким слоем никеля или серебра. Механизм гобоя включает в себя также многочисленные тяги, рессоры, болты и др. Эта сложная система позволяет извлечь на современном инструменте ноты почти трёх октав: от b (си-бемоль малой октавы) до f³ (фа третьей октавы) и выше.

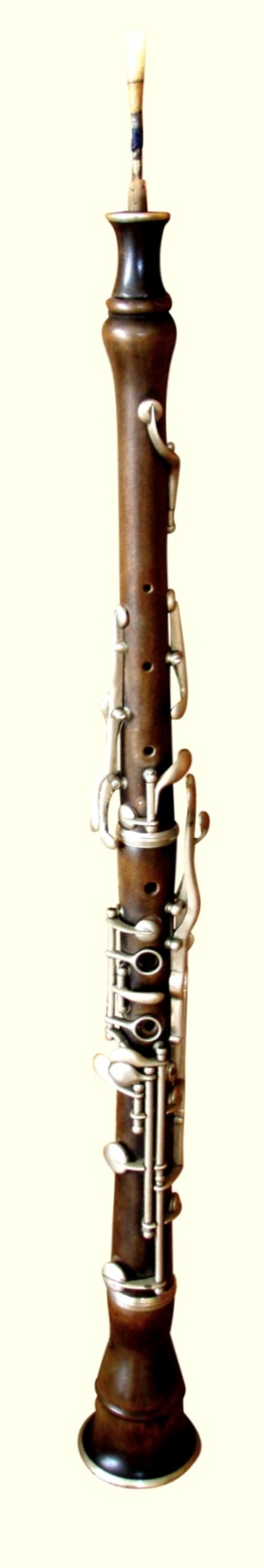
Венский гобой

### Венский гобой
В Венском филармоническом оркестре используется модель гобоя, разработанная Германом Цулегером в начале XX века и почти не изменившаяся до наших дней. Помимо Венского оркестра более почти нигде не используется. Изготавливаются такие инструменты в небольших количествах фирмами Гунтрам Вольф и Yamaha.

### Разновидности гобоя

#### «Современное» семейство
- Мюзетт (гобой-пикколо) in Es или in F (звучит на малую терцию или чистую кварту выше обычного гобоя), с коническим раструбом;
- собственно гобой, с коническим раструбом;
- гобой д’амур in A (звучит на малую терцию ниже гобоя), меццо-сопранового регистра, с маленьким изогнутым эсом (особой трубкой, на которую насаживается трость) и грушевидным раструбом;
- английский рожок (альтовый гобой) in F (звучит на чистую квинту ниже гобоя), с изогнутым эсом и грушевидным раструбом;
- баритоновый гобой (звучит на октаву ниже гобоя), в английском языке называется «басовым гобоем»; S-образный эс, грушевидный раструб. Иногда заменяет гекельфон — инструмент того же регистра, но другой конструкции.

#### Барочное семейство
- Барочный гобой
- Барочный гобой д’амур
- Гобой да качча (охотничий гобой)

### Трость
Трость ― звукопроизводящий элемент гобоя ― представляет собой пару упругих тонких камышовых пластинок, плотно соединённых друг с другом и вибрирующих под действием вдуваемой струи воздуха. Качество трости не менее важно, чем свойства самого инструмента.
В большинстве случаев трости делают вручную сами гобоисты. Трость должна быть адаптирована к силе дыхания музыканта и амбушюру (постановке губ).
Камыш (вернее, сорт тростника Arundo donax) — самый подходящий материал для трости благодаря своим прямым волокнам и большой гибкости. Процесс изготовления трости сложен и долог, он включает в себя несколько стадий.
Сначала распиленные по длине камышовые трубки раскалывают на три части, края которых обрезаются таким образом, чтобы они образовывали тупой клин. Затем эти похожие на миниатюрные желоба заготовки замачиваются, поскольку во избежание растрескивания обрабатывать камыш необходимо во влажном состоянии. Далее с помощью специального ручного станка, напоминающего миниатюрный рубанок, заготовка фиксируется и шлифуется с вогнутой стороны до определённой толщины. После этого полученная тонкая изогнутая пластинка перегибается строго посередине на специальной металлической форме, имеющей форму будущей трости; выступающие за границы формы части пластинки обрезаются. Затем пластинка снимается с формы, её концы сводятся вместе и плотно фиксируются проволокой вокруг круглой основы (дорна или штифта), образуя, таким образом, небольшую трубку. Полученная заготовка (называемая «куколкой» из-за своей формы, на фото выше ― часть трости выше обмотки) вновь замачивается, после чего перед последующей обработкой слегка сушится, насаживается на штифт и фиксируется на нём нейлоновой нитью. Далее с помощью острых инструментов (скальпеля или небольшого ножа) начинается её обтачивание и шлифовка с двух сторон, пока она не раскрывается в месте перегиба и не приобретает конечную форму трости — двух соединённых друг с другом треугольных камышовых пластинок, отшлифованных в месте соединения. После этого нейлоновую обмотку нижнего конца «куколки», зафиксированного вокруг штифта, для дополнительной жёсткости покрывают лаком. Жёсткое сочленение трости и штифта необходимо, поскольку при звукоизвлечении вибрировать должны только обточенные части пластинок, но не вся «куколка».
Тонкие пластинки трости крайне чувствительны к влажности и механическому воздействию, поэтому, как правило, их хранят в специальном футляре. Срок службы тростей, однако, недолог, с учётом этого их изготавливают в достаточно больших количествах. При этом технология производства требует большой тщательности и камыша высокого качества; заготовки, не удовлетворяющие требованиям, отбраковываются на всех стадиях изготовления.

## Роль гобоя в музыке

### Музыка барокко
Люлли первым ввёл гобой в оркестр в 1657 году в опере-балете «Больной Амур». Первые сольные сочинения для гобоя — «Королевские концерты» Франсуа Куперена, сюиты и «Сельские дивертисменты» Жозефа Буамортье и, наконец, концерт для гобоя с оркестром (C-dur) Жана-Мари Леклера.
Среди сочинений для гобоя этого периода — концерты для одного или двух гобоев Томазо Альбинони (ор. 7, 1715 г., самые ранние из напечатанных в Европе, и ор. 9, 1722 г.), Концерт для гобоя и струнных Алессандро Марчелло, Концерт для гобоя, струнных и цифрованного баса соль минор Джованни Платти, многочисленные (около 100) сонаты и концерты Антонио Вивальди, произведения Георга Фридриха Генделя и Георга Филиппа Телемана (сонаты и концерты), большие сольные эпизоды в операх, мессах, балетах, кантатах, ораториях. В сочинениях Иоганна Себастьяна Баха гобой также играет немаловажную роль: «Бранденбургские концерты» № 1 и № 2, Концерт для скрипки и гобоя с оркестром, концерт для гобоя д’амур с оркестром и многочисленные соло в ариях из кантат.

### Музыка классицизма
Самые известные сочинения для гобоя этого периода принадлежат Вольфгангу Амадею Моцарту: концерт C-dur, написанный для итальянского гобоиста Ферлендиса и квартет для гобоя со струнным трио F-dur, посвящённый другу Моцарта, гобоисту Фридриху Рамму. Гобою также поручаются значительные оркестровые эпизоды в операх, симфониях и духовных сочинениях Моцарта. Нужно также отметить обязательное присутствие двух гобоев в камерной музыке Моцарта для духовых инструментов в жанре Harmoniemusik: секстеты для двух гобоев, двух фаготов и двух валторн и серенады для двух гобоев, двух кларнетов, двух фаготов и двух валторн.
Среди гобоистов популярен Концерт C-dur Йозефа Гайдна. Однако точное авторство этого концерта не установлено, поскольку до нас дошла лишь копия, на которой чьей-то рукой позже было написано «Гайдн». Возможно, это произведение принадлежит перу композитора Йозефа Мальцата, современника Гайдна. Концерты же Йозефа Гайдна для двух колёсных лир с оркестром переработаны впоследствии для флейты и гобоя с оркестром. Один концерт для такого же состава принадлежит перу Антонио Сальери, а позже произведение для гобоя и флейты с оркестром напишет его ученик — Игнац Мошелес.
Концерт c-moll Доменико Чимарозы, ставший знаменитым, на самом деле является переложением нескольких его клавесинных пьес английским композитором XX века Артуром Бенджамином (Oboe Concerto on themes of Cimarosa, 1942).
Не обошёл своим вниманием гобой и Людвиг ван Бетховен: услышав в декабре 1793 года трио для двух гобоев и английского рожка, сочинённое гобоистом и композитором Яном Вентом (1745—1801), молодой Бетховен сочинил два произведения для такого же состава: Вариации на тему «Là ci darem la mano» из оперы Моцарта «Дон Жуан» и Трио C-dur, op.87. Композитор написал концерт для гобоя в тональности F-dur, однако он утерян и до наших дней дошли только наброски к нему. В Третьей и Шестой симфониях Бетховена гобою поручено значительное соло.

### Музыка XIX века
Несмотря на то, что в эпоху романтизма в связи с возросшим интересом композиторов к фортепиано и скрипке количество литературы для духовых инструментов сократилось, ряд сочинений, написанных в этот период, предназначались для исполнения на гобое. Среди наиболее известных сочинений этого времени:
- Концертино для гобоя и духового оркестра до мажор Фридриха Витта, ранее приписывавшееся Карлу Марии фон Веберу[14][15];
- Интродукция и тема с вариациями, op. 102 Гуммеля, сочинённые в 1825 в Веймаре;
- Концертная фантазия для двух гобоев, ор. 35 и ряд сочинений для гобоя и гитары Наполеона Коста, посвящённых композитором своему другу Шарлю-Луи Триберу, с которым автор часто их и исполнял;
- Беллини, Концерт;
- Доницетти, Концертино для английского рожка;
- Паскулли, ряд произведений, которые подняли статус гобоя до виртуозного инструмента (Концерт по мотивам оперы Доницетти «Фаворитка», Le Api, 15 каприччио, Ricordo di Napoli);
- Каливода, ряд виртуозных романтических произведений (ор. 58 Дивертисмент для гобоя с оркестром, ор. 110 Концертино, ор. 228 Morceau de Salon для гобоя и формепиано, Двойной концерт для гобоя и флейты и др.);
- Шуман, Три романса для гобоя и фортепиано;
- Вагнер, соло английского рожка из начала третьего действия оперы «Тристан и Изольда»;
- Берлиоз, Фантастическая симфония, III часть — соло английского рожка;
- Чайковский: Четвёртая симфония, II часть — соло гобоя;
- Брамс, Концерт для скрипки с оркестром, II часть — соло гобоя;
- Василий Калинников, Первая симфония, II часть — соло гобоя.

### Музыка XX века
Среди многочисленных произведений XX века, в которых используются гобой и его разновидности, нужно отметить:
- Сибелиус, «Туонельский лебедь» из сюиты «Лемминкяйнен» — соло английского рожка;
- Равель, «Гробница Куперена» — соло гобоя и английского рожка, «Болеро» — соло гобоя д’амур;
- Сен-Санс, Соната;
- Бриттен, «Шесть метаморфоз по Овидию»;
- Родриго, Аранхуэсский концерт, II часть — соло английского рожка;
- Рихард Штраус, Концерт;
- Пуленк, Соната;
- Нильсен, Две пьесы;
- Дютийё, Соната;
- Хаас, Сюита для гобоя и фортепиано;
- Рахманинов, вокально-симфоническая поэма «Колокола», соло английского рожка в четвёртой части («Похоронный звон»);
- Шостакович, Дмитрий, Симфония № 8 ― соло английского рожка в первой части;
- Хованесс, Сюита для английского рожка и фагота (1933), соната для гобоя и фагота (1977), концерт (1992);
- Мартину, Концерт;
- Воан-Уильямс, Концерт;
- Ибер, Концертная симфония;
- Берио, Секвенция VII для гобоя соло;
- Картер, Концерт для гобоя с оркестром;
- Хауэллс, Соната;
- Мадерна, три концерта (концерт для мюзетта);
- Васкс, концерт для английского рожка;
- Гаврилин, хоровая симфония-действо «Перезвоны»;
- Слонимский, Концерт для гобоя и камерного оркестра (1987);
- Пендерецкий, Каприччио для гобоя и десяти струнных (1964);
- Фернихоу, Колоратура для гобоя и фортепиано (1966);
- Ксенакис, «Dmaathen» для гобоя и ударных;
- Анзароков[16][17], Концерт для гобоя и струнного оркестра.

### Гобой в оркестре
В симфоническом оркестре используется обычно два или три гобоя. Партии английского рожка или гобоя д’амур (если таковые предусмотрены) исполняются одним из гобоистов. Изредка используется гобой-пикколо (например, во Втором концерте Бруно Мадерны).
Традиционно по ноте «ля» первой октавы, исполняемой гобоем, настраивается весь симфонический оркестр. Считается, что звук гобоя наименее подвержен расстраиванию (благодаря небольшим размерам звукообразующего элемента — трости — и малой возможности «подстроить» инструмент: выдвигание трости лишь незначительно сказывается на интонации).

## Производители
Классические и барочные инструменты
- M&F Ponseele
- Marc Ecochard
- Paul Hailperin

Современные инструменты
- Lorée
- K.Ge
- Buffet-Crampon
- Bulgheroni
- Covey
- Fossati
- Marigaux
- Patricola
- Mönnig
- Rigoutat
- Yamaha
- Howarth
- Dupin
- Laubin